# Palacio de congresos y auditorio Kursaal
El Palacio de Congresos y Auditorio Kursaal es un complejo arquitectónico constituido de un gran auditorio, una gran sala de cámara, salas polivalentes y salas de exposiciones proyectado por Rafael Moneo y situado en San Sebastián (País Vasco, España). Se inauguró en 1999, y es, desde entonces, la sede principal del Festival de Cine de San Sebastián.

## Historia

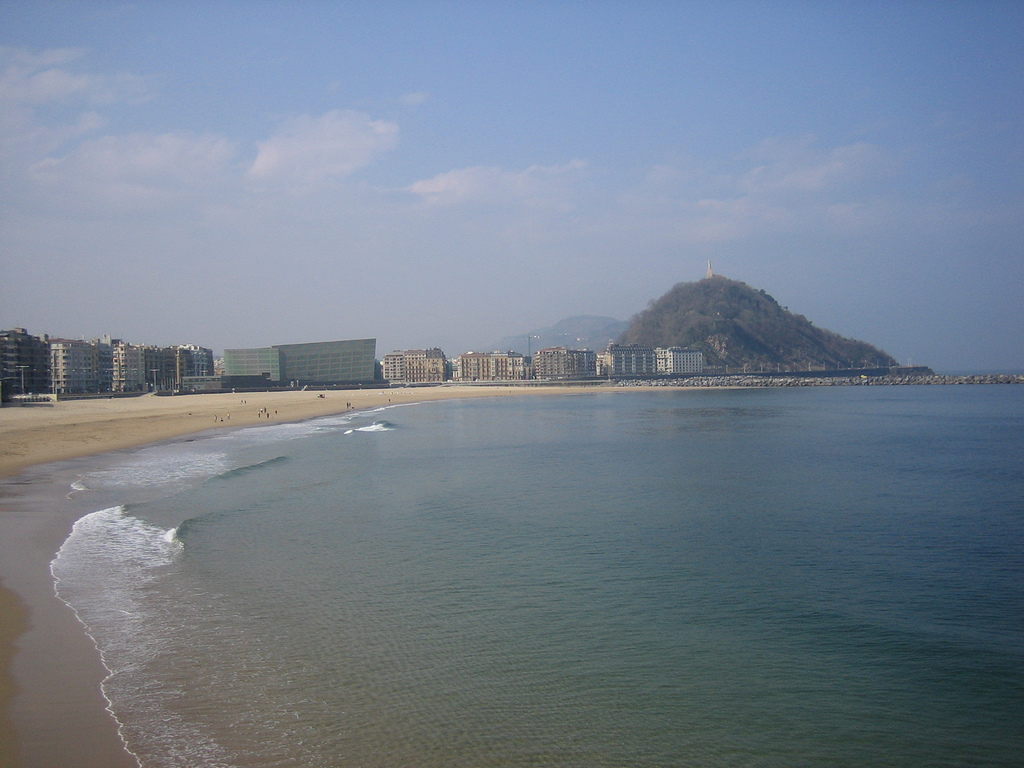
Vista de la playa de la Zurriola, con el Kursaal junto a la desembocadura del Urumea.

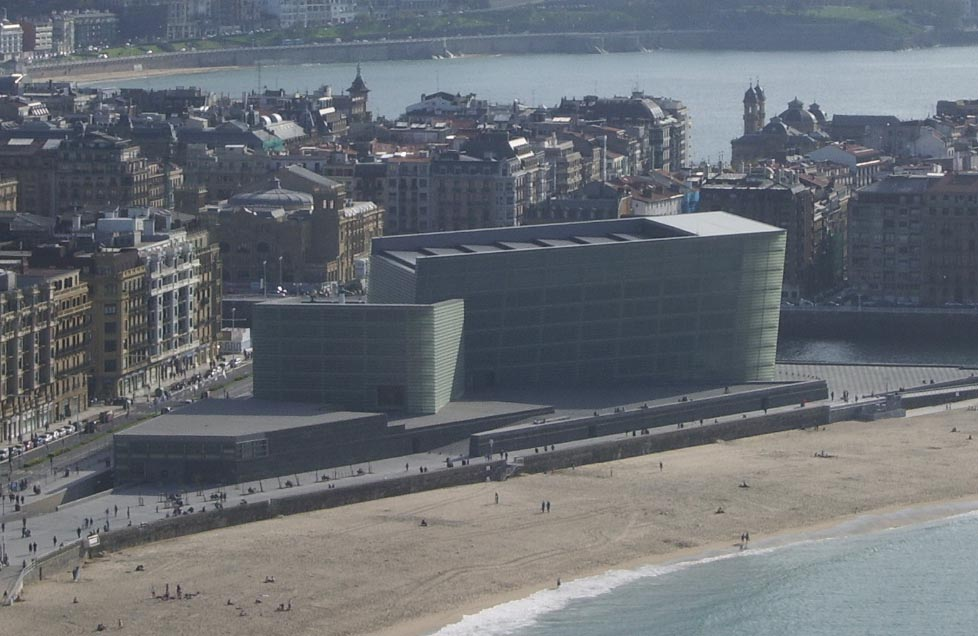
En el centro de la imagen, Palacio de Congresos y Auditorio Kursaal.

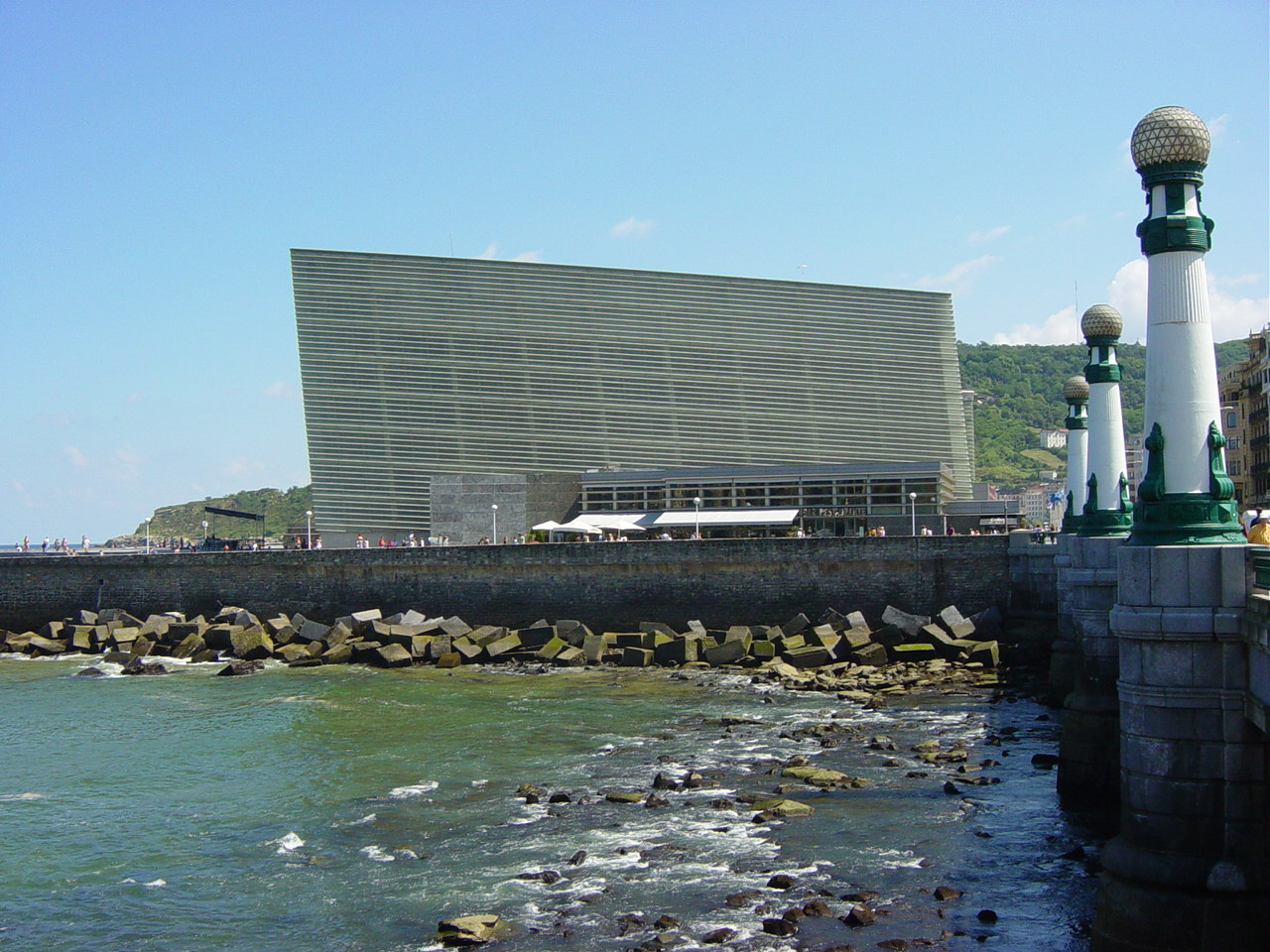
Vista del Auditorio Kursaal.

### El nombre Kursaal
El término Kursaal proviene de las palabras alemanas Kur ('cura') y Saal ('sala, salón') y significa por tanto etimológicamente 'sala de curas'. Un Kursaal o Kurhaus era un elemento arquitectónico típico de los balnearios decimonónicos centroeuropeos. Por su función se trataba de un edificio multiusos. El edificio incluía generalmente un suntuoso hall de entrada, salón de baile, sala de teatros, salas de conciertos, salas de juegos y restaurantes. En los balnearios el Kursaal se convertía en el edificio más importante y representativo del mismo y en el centro de su vida social. El nombre Kursaal pasó a utilizarse para edificios con funciones similares en los lugares de veraneo de toda la costa europea, yendo usualmente unidos a los casinos de juegos. El nombre Kursaal se utilizó principalmente en Alemania, Bélgica y los Países Bajos, mientras que en Francia este tipo de edificios se denominaban Casino.

### El Gran Kursaal de San Sebastián
El Gran Kursaal Marítimo de San Sebastián o Gran Kursaal a secas fue un suntuoso palacio inaugurado en 1921, en la tradición de los kursaales o casinos europeos. El palacio se situó frente a la playa de Gros y junto a la desembocadura del río Urumea en terrenos ganados al mar. Los promotores de la construcción tuvieron que construir entre otras obras un puente para unir el Kursaal con el centro de la ciudad. Este nuevo puente, oficialmente puente de la Zurriola, pero conocido popularmenente como puente del Kursaal, se convirtió en una de las estampas más típicas de la ciudad por sus farolas con cuerpo cónico y una enorme linterna superior con forma esférica. El Gran Kursaal incorporaba un casino de juego, un restaurante, salas de cine y diversas salas complementarias, así como un teatro con capacidad para 859 espectadores.  El edificio sufrió numerosas vicisitudes durante sus cincuenta años de historia, especialmente debido a la prohibición del juego durante muchos años, por lo que se tuvo que dedicar a actividades menos lucrativas que las que se habían previsto inicialmente como el teatro, cine, etc. 
Al ser un edificio de titularidad privada, sus propietarios trataron de rentabilizar el privilegiado solar donde se ubicaba y en la década de los años 1960 se iniciaron proyectos para derribar el edificio y construir otro edificio dedicado a otros fines; a pesar de que para entonces el Gran Kursaal era ya uno de los edificios más emblemáticos de la ciudad.
Se convocó un concurso público de proyectos y se aprobó un primer proyecto en 1965, pero debido a la dificultad de construcción del mismo, se optó por desecharlo. Un nuevo proyecto fue presentado en 1972 y entonces sí se llevó a cabo el cierre y derribo del edificio. Era el año 1973.

### Situación: solar K
Con el derribo del Gran Kursaal en 1973, quedó libre un solar que se dio en llamar Solar K. Resultó especialmente llamativa la ausencia de cualquier tipo de estructura arquitectónica o de adecuación de un espacio situado en un lugar tan privilegiado de la ciudad durante más de veinte años. 

### Proyectos desechados
Tras la corrección de ciertos aspectos del proyecto de 1972 que no agradaron a los organismos municipales de San Sebastián, se comenzó la construcción del edificio en 1975. Sin embargo, las obras se paralizaron por un tiempo tras la construcción del muro perimetral y de la cimentación. Durante dicho intervalo de tiempo, el solar pasó de manos privadas (privado era también el Gran Kursaal) a manos públicas, con lo que se constituyó un consorcio integrado por distintas instituciones públicas comprometidas con la construcción de un nuevo edificio y la financiación del mismo.

### Elección definitiva

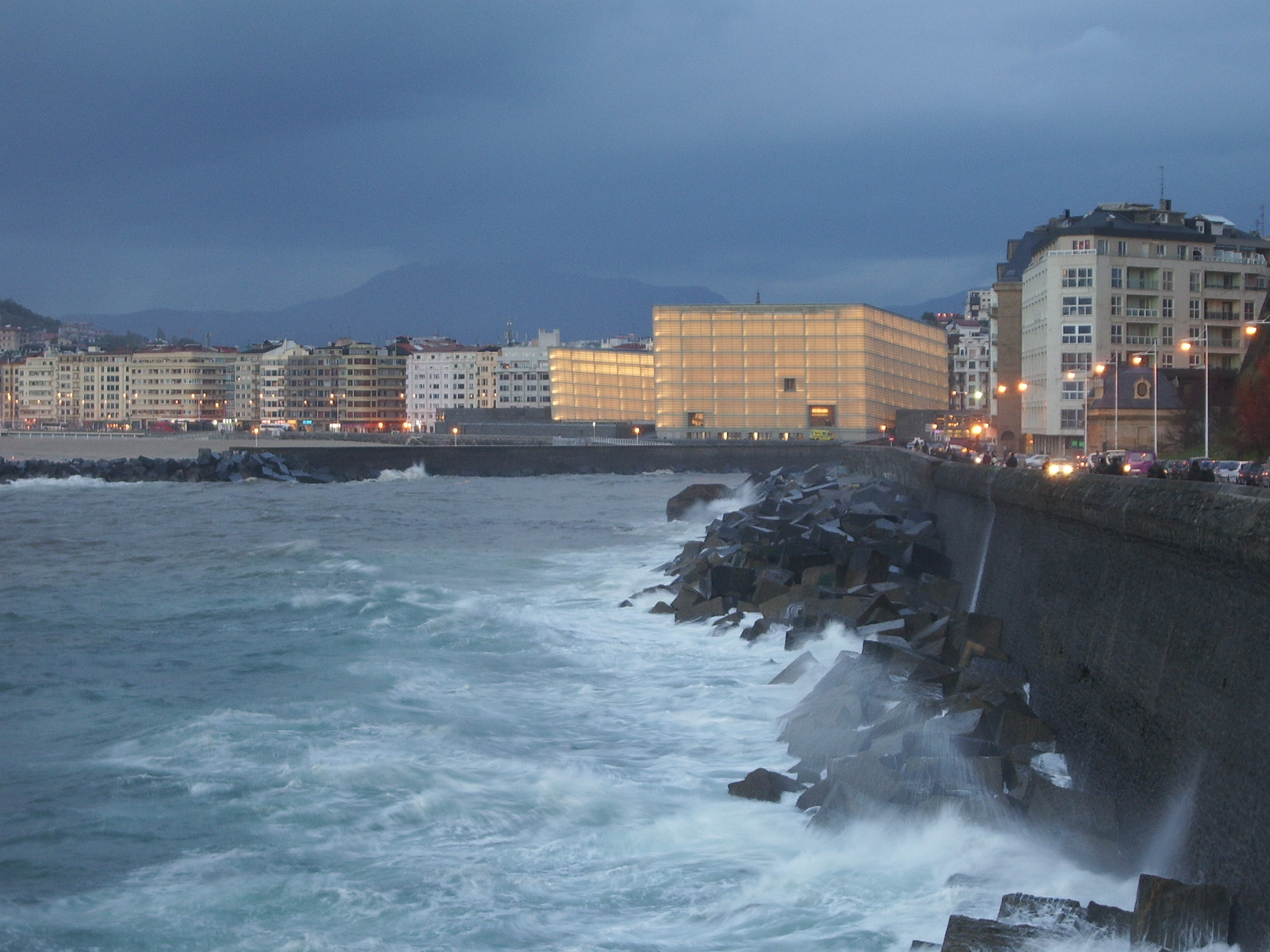
Vista del Kursaal desde el Paseo Nuevo, al otro lado del río Urumea.

Aparcado el proyecto de 1972, y centrado el Ayuntamiento de San Sebastián en la posibilidad de construir un gran auditorio en el Solar K, en 1989 se convocó una consulta técnica a la que se invitó a seis arquitectos de nivel internacional: Mario Botta, Norman Foster, Arata Isozaki, Rafael Moneo, Juan Navarro Baldeweg y Luis Peña Ganchegui. De los seis proyectos presentados se eligió el del arquitecto navarro Rafael Moneo (cuyo lema era "Dos Rocas Varadas") por "el acierto en la consideración del solar K como un accidente geográfico en la desembocadura del río Urumea, por la liberación de espacios públicos como plataformas abiertas al mar y especialmente por la rotundidad, valentía y originalidad de la propuesta" como explicó la resolución del jurado.

### Inicio y finalización de las obras
Tras redactar el proyecto entre 1991 y 1994, en 1995 se dio la aprobación definitiva para el inicio de las obras, que comenzaron en 1996 y que no finalizarían hasta 1999. A lo largo de las obras se produjeron ciertos problemas de financiación, sobre todo ante la negativa del Gobierno Vasco (que se encargaría del 16 % del coste de la obra) de ampliar los fondos destinados a su construcción. Tras solventar estos problemas, las obras (con el derrumbe fortuito de una escalera interior incluido) finalizaron en 1999.
El impacto inicial en el paisaje urbano de San Sebastián, caracterizado por su arquitectura clásica de estilo francés, resultó negativo para buena parte de los donostiarras: a la piedra arenisca típica de los edificios donostiarras y a sus formas clásicas y ornamentadas, se contraponía un edificio de líneas rectas y formas geométricas construido en cristal. La importancia del edificio, inaugurado el 23 de agosto de 1999 con un concierto de la Orquesta Sinfónica de Euskadi y Ainhoa Arteta, quedó eclipsada, asimismo, por la construcción paralela del Museo Guggenheim de Bilbao, cuyo coste fue más de dos veces superior al del Kursaal. Sin embargo, tras un período de adaptación y gracias al muy positivo impacto del edificio sobre la economía, el turismo y la vida cultural de San Sebastián, hoy la gran mayoría de los donostiarras aprecia el edificio y respalda plenamente su construcción.

## El edificio

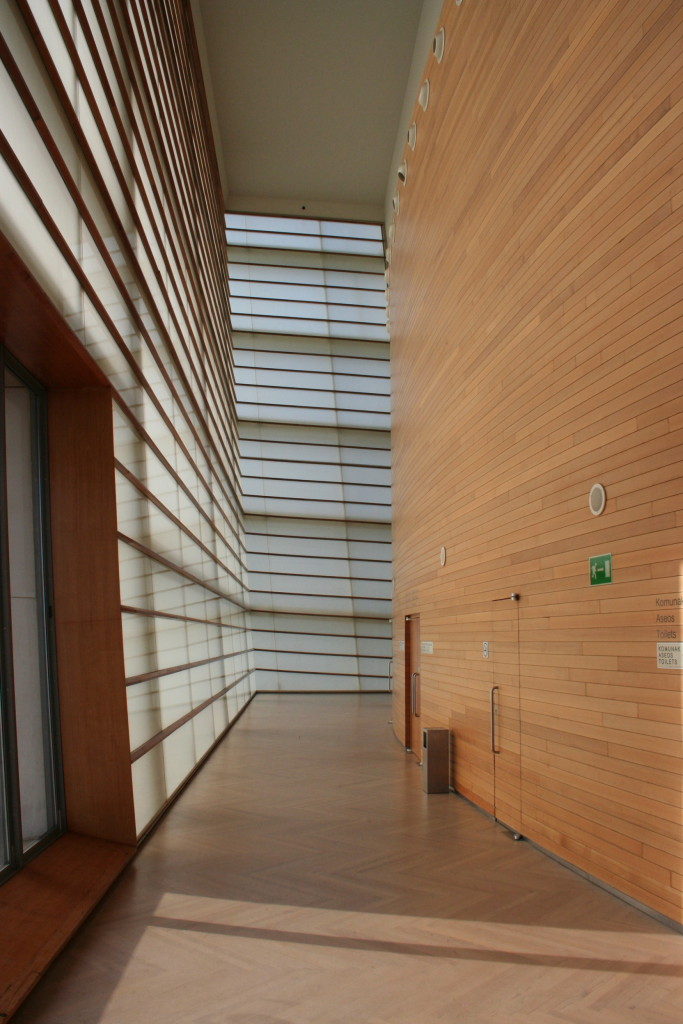
Interior del Auditorio Kursaal, hueco formado entre las paredes de cristal y el recinto de madera que acoge el auditorio.

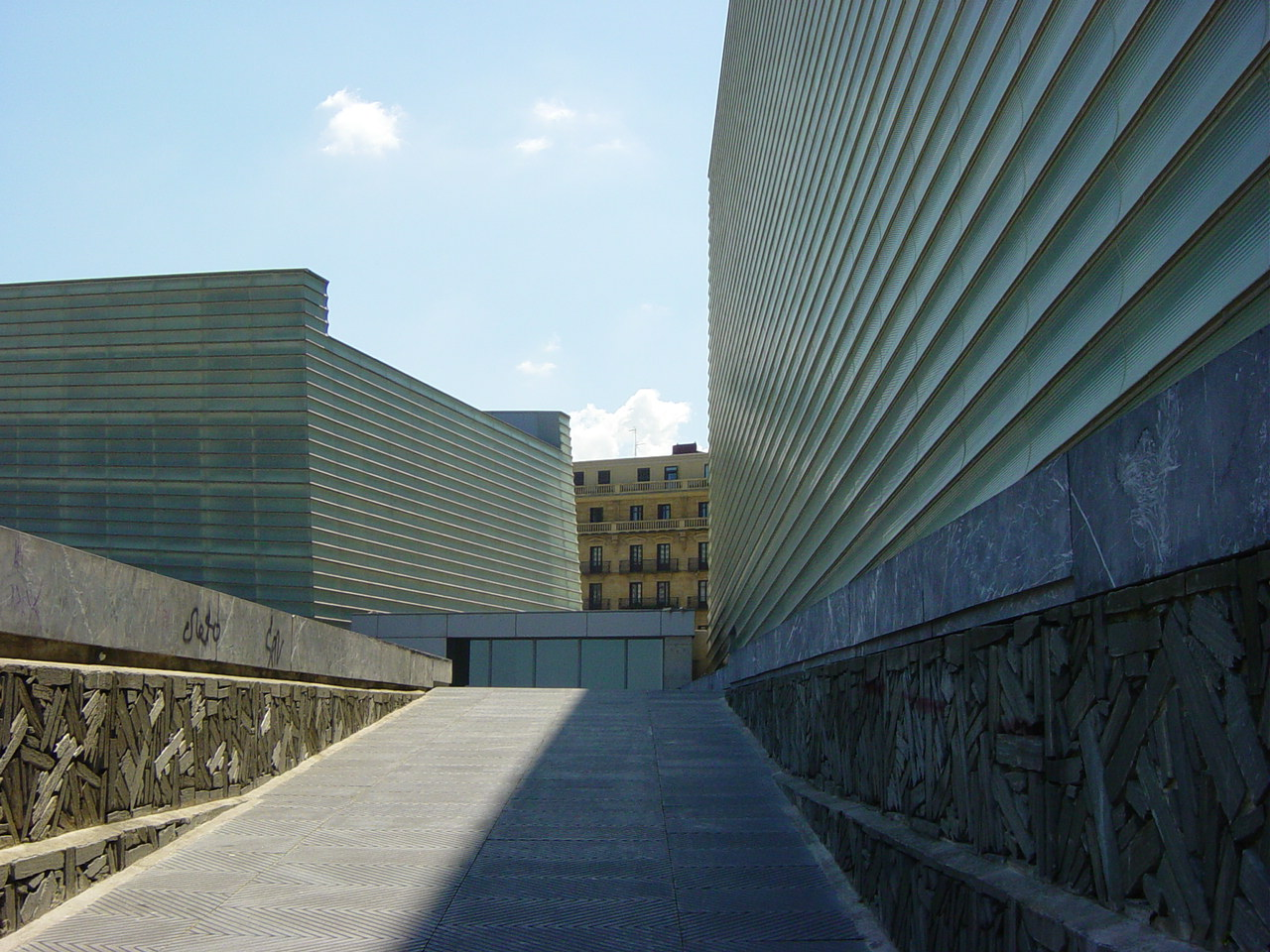
Vista de la terraza del Kursaal entre el cubo grande (der.) y el cubo pequeño (izq.). El desnivel entre las dos alturas de la terraza queda salvado con la pequeña rampa de la imagen.

Está constituido, principalmente, de dos grandes volúmenes prismáticos que emergen de una plataforma. Cada "cubo", como popularmente se les llama, está formado por un prisma interior de obra de fábrica que configura interiormente una sala, encerradas a su vez por una doble pared formada por paneles translúcidos de vidrio prensado sujetos a una estructura metálica que abarca también los vestíbulos y pasillos. Entre estos dos cubos se forma una gran superficie o terraza transitable con vistas hacia el mar, tanto a la Playa de la Zurriola como a la desembocadura del Urumea. En esta terraza, a dos alturas diferentes (más alta frente al "cubo" pequeño), se organizan distintos conciertos del Festival de Jazz de San Sebastián, así como otras actividades como una discoteca nocturna durante las fiestas de la Semana Grande donostiarra.
- Auditorio
Rafael Moneo recibió el encargo inicial de diseñar un "auditorio", es decir, un recinto cuya función exclusiva fuera la de acoger conciertos sinfónicos o espectáculos similares. Para ello no era necesario sino una tramoya simplificada y reducidos hombros y chácena (partes laterales y trasera del escenario propiamente dicho). Tampoco era precisa la existencia de foso orquestal. Tras ganar el concurso, Rafael Moneo recibió la orden de transformar el "auditorio" en un "teatro con posibilidad de ofrecer ópera". Obviamente este concepto de sala es muy diferente al inicialmente previsto, pues en él, el foso orquestal, la tramoya, hombros y chácena tienen un papel fundamental. Estos requerimientos sufrieron en el proyecto definitivo las limitaciones propias de una reestructuración de la idea inicial, de forma que las posibilidades que posee la sala principal del Kursaal para ofrecer grandes montajes de ópera son muy limitadas, aunque puede acoger representaciones de complejidad media. Tiene capacidad para 1806 espectadores. Está situado dentro del "cubo" grande, el más cercano al río, y es el empleado para grandes eventos. Para representaciones operísticas posee un foso, que se forma mediante descenso de la parte delantera del suelo del patio de butacas (que se puede transformar en corbata), así como un sistema de telones laterales que permiten modificar las características acústicas de la sala.

- Sala de Cámara
Tiene capacidad para 600 espectadores y está situada en el "cubo" pequeño. Posee una tramoya de altura limitada, no permitiendo la ocultación de decorados colgados de sus barras, por lo que no se pueden realizar grandes cambios de decoración. Posee un ascensor de pianos en el escenario.

- Salas polivalentes
Se trata de salas empleadas para conciertos, reuniones, etc. de afluencia limitada.

- Salas de exposiciones
Son salas empleadas para la celebración de exposiciones.

- Sala Kubo
Se trata de una sala de exposiciones dependiente de la caja de ahorros Kutxa.

El edificio posee, asimismo, un restaurante, regentado por Andoni Luis Aduriz y cuyo responsable es Mikel Gallo, además de diversos comercios en sus bajos y un garaje.